# Joseph Anton Purpus
Joseph Anton Purpus (*  4. März 1860 in Hahnweilerhof (Börrstadt); † 5. Dezember 1932 in Darmstadt) war der Garteninspektor des botanischen Gartens Darmstadt und ein jüngerer Bruder von Carl Albert Purpus. Sein offizielles botanisches Autorenkürzel lautet „J.A.Purpus“.   

## Leben und Wirken
Purpus wurde am 4. März 1860 in Hanweiler (heute Hahnweiler Hof) geboren, wo er als Sohn des königlich-bayerischen Forstmeisters Carl Joseph Purpus aufwuchs. Er besuchte zunächst das Progymnasium in Kirchheimbolanden, bevor er 1876 eine gärtnerische Ausbildung in Frankfurt am Main absolvierte.
1882 ging Purpus nach Sankt Petersburg und arbeitete dort am Botanischen Garten unter Direktor Eduard von Regel. 1887 reiste er zusammen mit Georg Dieck und seinem älteren Bruder Carl Albert Purpus nach Nordamerika und Kanada. Sie sammelten Pflanzen in Kanada sowie im darauffolgenden Jahr in dem Bundesstaaten Oregon, Washington, Idaho, und Montana im Nordwesten der USA.
1888 trennten sich die drei. Joseph Anton Purpus bildete sich zunächst in verschiedenen botanischen Gärten Amerikas fort. Während sein Bruder in den Vereinigten Staaten blieb, kehrte Joseph Anton Purpus im Jahr darauf nach Europa zurück. Regel versuchte ihn als Inspektor für die Gewächshaussammlungen in St. Petersburg einzusetzen, was jedoch aus politischen Gründen an Purpus' deutscher Herkunft scheiterte. Purpus unternahm eine weitere Exkursion in den Nordwesten Russlands, die im Süden bis nach Minsk und Smolensk verlief. Danach wurde er von Leopold Dippel, Direktor des dortigen botanischen Gartens, nach Darmstadt gerufen.
Zwischen den Familien Dippel und Purpus bestand ein verwandtschaftliches Verhältnis. Der Vater von Leopold Dippel, Carl Albert Dippel, war der Patenonkel von Carl Albert Purpus. 
Zwischen 1888 und 1925 war Purpus als Garteninspektor des botanischen Gartens Darmstadt für den Aufbau der Kakteen- und Sukkulentensammlung verantwortlich. Während seiner Dienstzeit entstanden prägende Bauten des Gartens wie das Diensthaus (1901/1902) und die Gewächshäuser. Besondere Bekanntheit erlangte die Sammlung winterharter Kakteen, die er mit Hilfe seines Bruders aufbaute. Sie wurde jedoch während des Zweiten Weltkrieges zerstört.
1907 begab sich Purpus mit Georg Bitter auf eine Forschungsreise nach Lappland, wo sie arktische Pflanzen sammelten. Im Jahr darauf reiste er mit Heinrich Schenck nach Mexiko und besuchte dort seinen Bruder. Sie nutzten dessen Hazienda in Veracruz als Stützpunkt für ihre Ausflüge. Dabei untersuchten sie unter anderem die Beziehungen zwischen Pflanzen und Ameisen. 1920/1921 unternahm Purpus diese Reise erneut, dieses Mal gemeinsam mit seinem Sohn Hugo. Sie brachten zahlreiche mexikanische Pflanzen mit zurück, vor allem Epiphyten.
Purpus veröffentlichte Fachpublikationen in verschiedenen Zeitschriften wie Möllers Deutsche Gärtner-Zeitung, Gartenflora, Gartenwelt, Zeitschrift für Kakteenkunde, in Tageszeitungen und den Jahrbüchern der Deutschen Dendrologischen Gesellschaft. Die Erstbeschreibung von Opuntia howeyi wurde im Jahr 1925 von ihm vorgenommen.
1925 wurde Purpus offiziell als Oberinspektor pensioniert, führte aber noch bis zum 1. April 1928 die Oberaufsicht. Unter anderem leitete er umfangreiche Yucca-Anpflanzungen zum Zwecke der Fasergewinnung bei Darmstadt und Bad Homburg vor der Höhe.
Er starb am 5. Dezember 1932 in Darmstadt an einer längeren Krankheit (Malaria?), die er sich auf seinen Reisen in Mexiko zugezogen hatte.

## Ehrungen
Zu Ehren von Joseph Anton und Carl Albert Purpus befindet sich am Yucca-Hügel des botanischen Gartens Darmstadt eine Gedenktafel. Sie wurde 2001 im Rahmen eines Kolloquiums anlässlich des 150. Geburtstags von Carl Albert Purpus installiert.
Alfred Rehder benannte Lonicera × purpusii Rehder, einen im Botanischen Garten Darmstadt spontan entstanden Hybriden zweier Heckenkirschenarten, nach Joseph Anton Purpus. Neben den über 200 Namen, die purpusii oder purpusianus enthalten, sind außerdem vier Arten durch purpus(i)orum beiden Brüdern gewidmet.

## Schriften (Auswahl)
- Echinocereus pensilis (Brandegee) J. A. Purp. In: Monatsschrift für Kakteenkunde. Band 18, 1908, S. 5 (online).
- Cereus schenckii Purp. n. sp. In: Monatsschrift für Kakteenkunde. Band 19, 1909, S. 38–41 (online).
- Mamillaria Sartorii J. A. Purpus nov. spec. In: Monatsschrift für Kakteenkunde. Band 21, 1911, S. 50–53 (online).
- Sieben neue Kakteen aus Mexico. In: Monatsschrift für Kakteenkunde. Band 22, 1912, S. 148–150 (online).
- Pachyphytum oviferum J. A. Purpus nov. spec. In: Monatsschrift für Kakteenkunde. Band 29, 1919, S. 100–103 (online).